# Chiesa di San Francesco (Pescia)

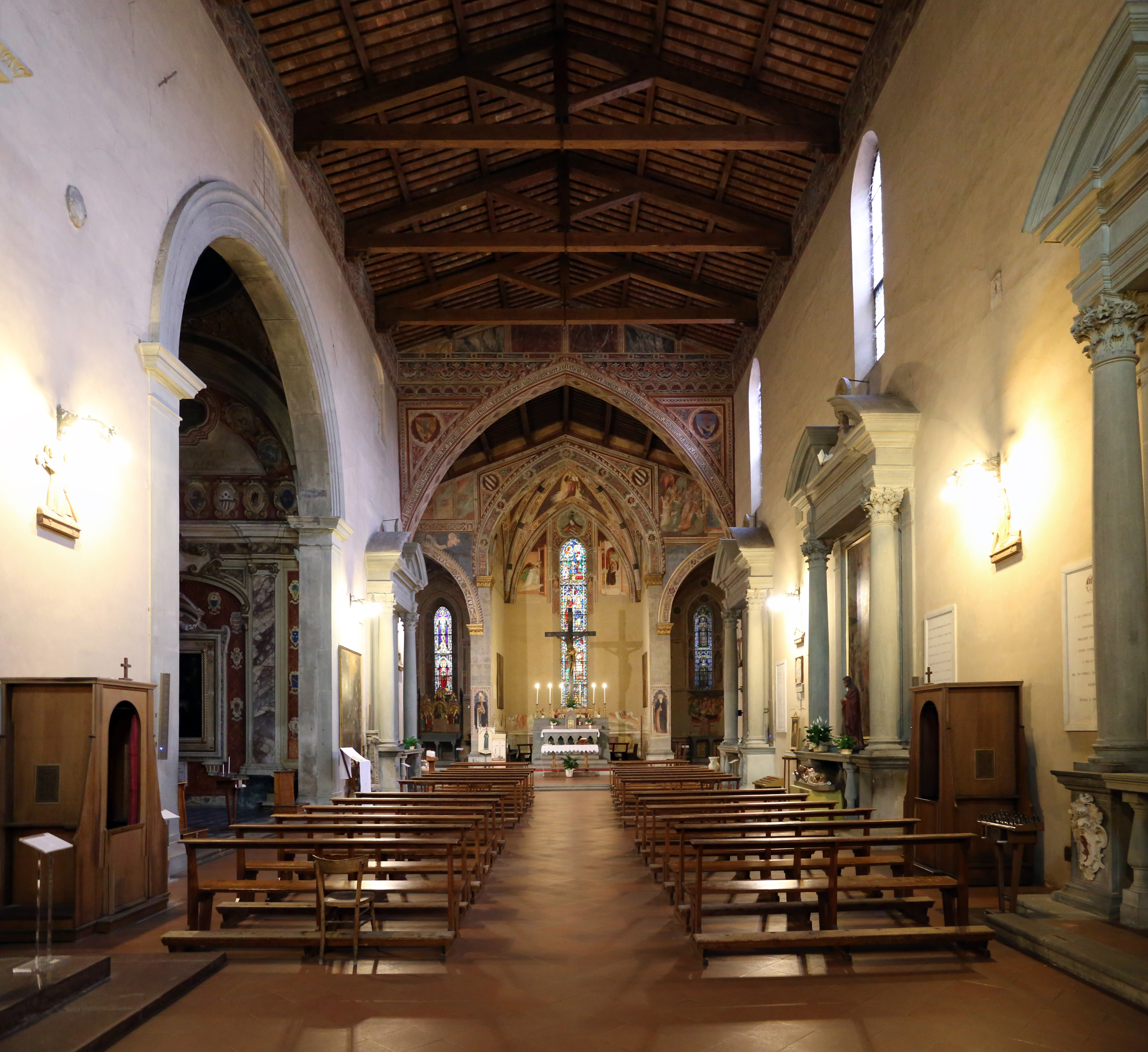
Interno

La chiesa di San Francesco è una chiesa di Pescia in provincia di Pistoia, della diocesi di Pescia, costruita nel XIII secolo dedicata a san Francesco d'Assisi.

## Origini
"Folgorato dalla Grazia divina, dopo aver cambiato la cintura e gli speroni dell'elegante cavaliere con la corda e i sandali dell'eremita, attraversata la fiorente Valdinievole, ai primi di ottobre del 1211, giunse a Pescia Francesco d'Assisi, umile servo e seguace di Cristo, per attuare qui, come altrove, la pacifica silenziosa rivoluzione, nell'audace intento di riportare il costume cristiano alla purità delle origini”. ( L. Wadding, Annales Minorum).
Secondo la testimonianza di L. Wadding, Annales Minorum, la tradizione vuole che san Francesco prima di proseguire alla volta di Pisa, ove ebbe come discepoli il Beato Agnello degli Agnelli e il Beato Alberto, si fermò per tre giorni a Pescia, gradito ospite del ricco e pio mercante Venanzio degli Orlandi, il quale gli fece dono di un piccolo oratorio e di una casupola, perché vi stabilisse un convento per i suoi frati. Il Santo, preceduto dalla fama di pacificatore, giunse a Pescia, travagliata, come altre città, da discordie tra comuni, dalla violenza e da contrasti interni ed esterni e, accogliendo il dono del conte Venanzio degli Orlandi, fece venire due frati da Firenze affinché si prendessero cura dell'oratorio al quale, probabilmente, era annesso un ospizio. La chiesetta "disgiunta dalla terra ferma quanta è la lunghezza di un ponte sul fiume Pescia, che da essa la divide" era situata nella parte settentrionale della città, in luogo detto "Giocatoio". La realizzazione del "ponte san Francesco" come venne chiamato e demolito dopo la seconda guerra mondiale, si rese necessaria perché sull'altra sponda il piccolo insediamento francescano diventava sempre più polo di attrazione spirituale e caritativo. L'oratorio di cui parliamo, oggi, fa parte dell'attuale chiesa ed era situato tra la cappella della Concezione e quella della "Corda Pia" o Cappella Cardini. Il piccolo oratorio venne quasi subito ampliato dallo stesso Venanzio Orlandi quando Gregorio IX innalza san Francesco al la gloria degli altari. Molte famiglie pesciatine come gli Albizi, i Mainardi, i Della Torre concorsero ad abbellire quello che anche oggi è il più celebre monumento artistico della città.

## Storia e descrizione

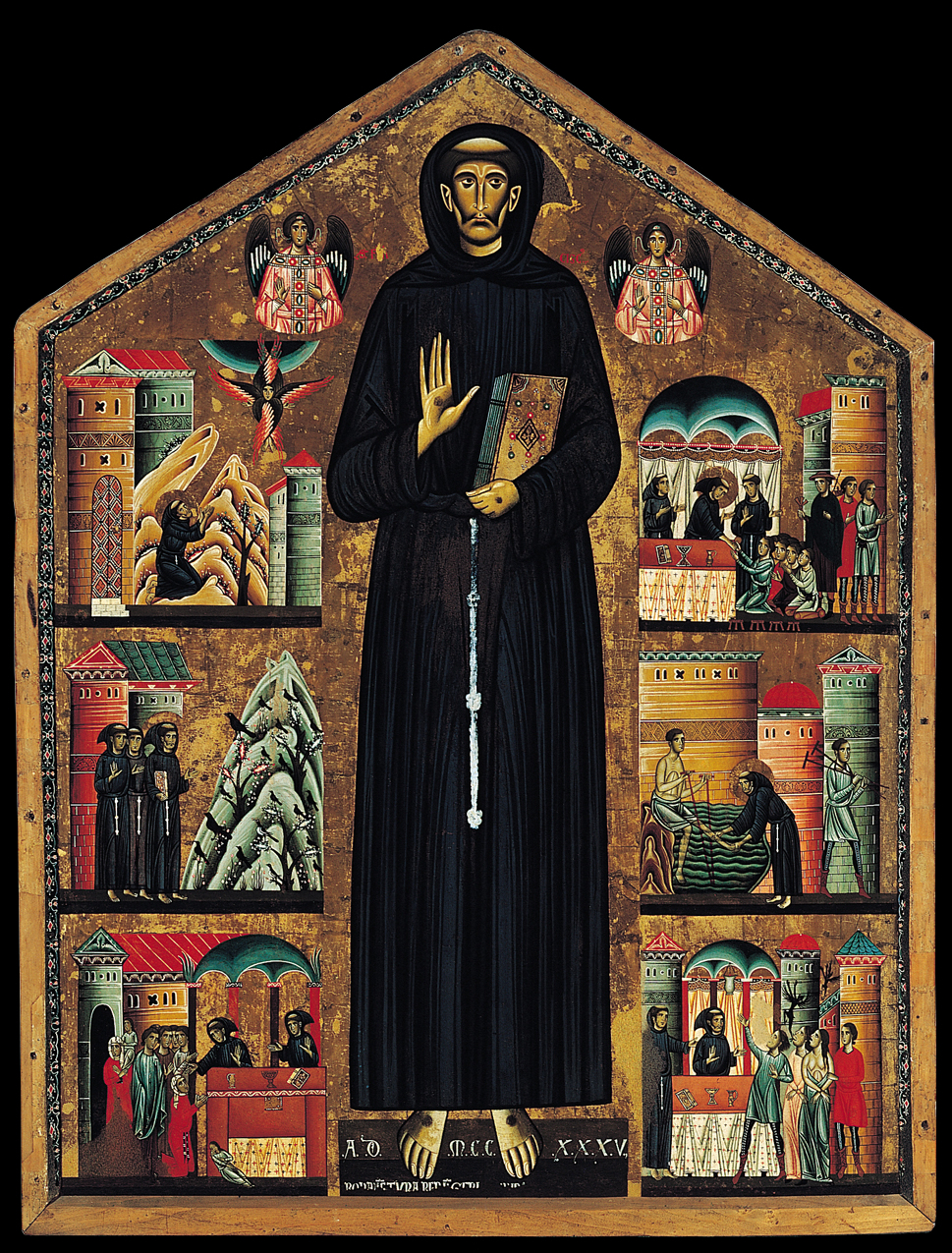
Bonaventura Berlinghieri, San Francesco e storie della sua vita (1235)

Iniziata nel 1241, venne trasformata nel 1718-1720, riacquistando le forme originarie tra il 1916 e il 1936. La facciata è ornata da un motivo ad archetti pensili con figura zoomorfe.
L'interno è dotato di unica navata (coperta da capriate) con ampio transetto, in cui si aprono tre cappelle. Inoltre lungo il fianco sinistro si trovano altre cappelle monumentali, quali la Cappella Orlandi-Cardini e la Cappella del Santissimo Sacramento. Il lato destro e la restante parte di quello sinistro sono invece decorati da altari in pietra serena, di gusto controriformato.
Di particolare interesse la tavola con San Francesco e storie della sua vita di Bonaventura Berlinghieri (1235), la prima che ci sia pervenuta con l'iconografia delle storie francescane.
L'arcone ogivale che separa il transetto dalla navata presenta affreschi trecenteschi, riferibili agli artisti che lavorarono nelle cappelle del transetto; esso riprende le medesime decorazioni sopra tali cappelle.

### Cappella Orlandi-Cardini

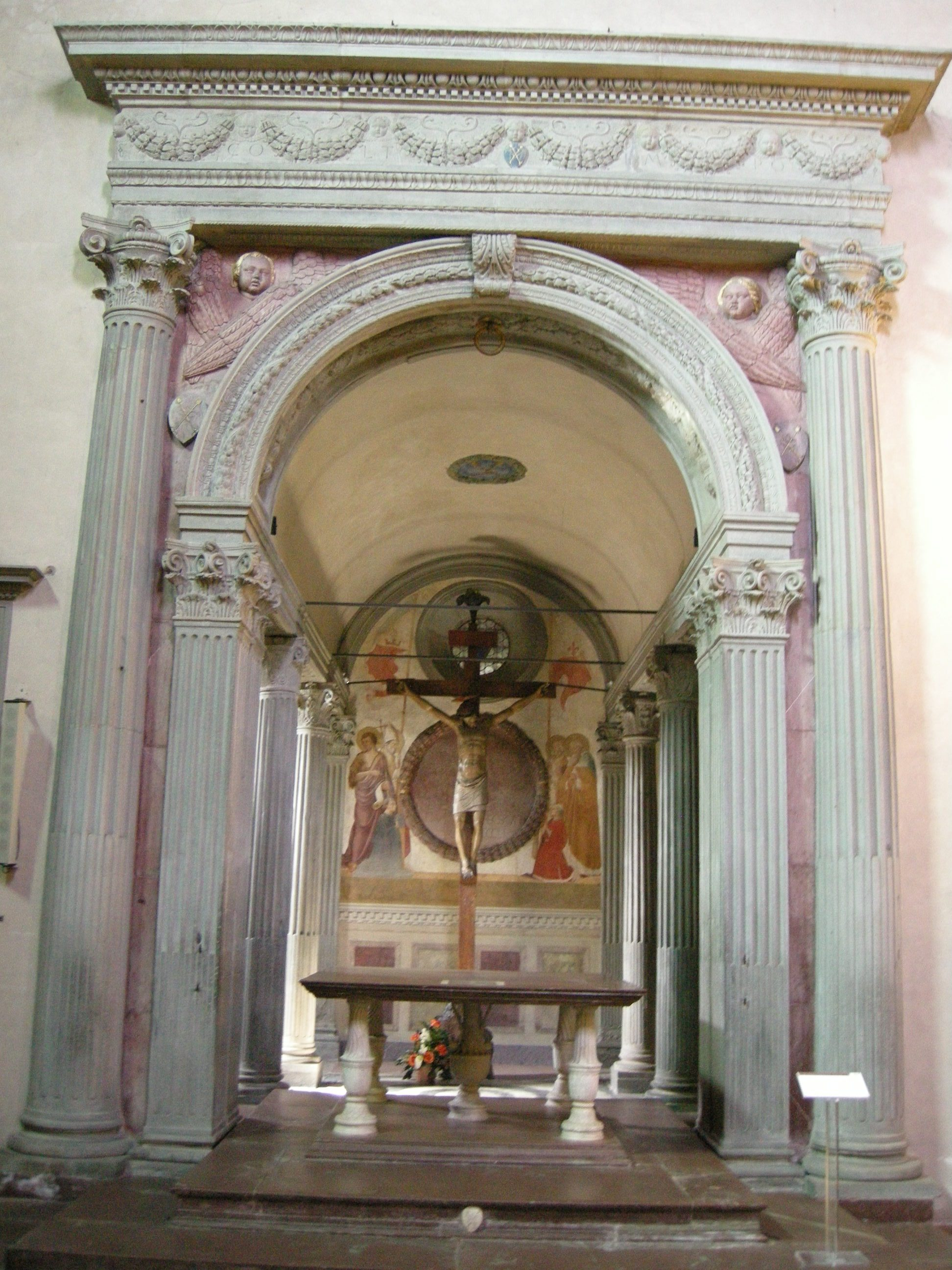
La Cappella Orlandi-Cardini

La Cappella Orlandi-Cardini, edificata tra il 1453 e il 1458 circa, fu commissionata dai fratelli Antonio e Giovanni Cardini in memoria del padre Berto, un ricco speziale originario di Colle di Val d'Elsa che aveva trovato a Pescia la fortuna. La realizzazione è tradizionalmente assegnata a Andrea Cavalcanti detto il Buggiano, figlio adottivo di Brunelleschi che per primo esportò il gusto rinascimentale in architettura al di fuori dei confini di Firenze. Studi recenti hanno inoltre rilevato la presenza nel cantiere di maestranze della bottega di Bernardo Rossellino.
La cappella si apre sulla navata con un arco a tutto sesto, oltre il quale una volta a botte conduce visivamente verso il crocifisso sulla parete di fondo; separate da una doppia fila di colonne, sulle cui architravi soprastanti si trova l'imposta della volta, si trovano poi due ali di egual misura, in cui si trovavano i sedili per assistere alle funzioni dall'altare posto al centro dello spazio (come nella Sagrestia Vecchia): tale insolita forma è probabilmente un omaggio alla Trinità e richiama visivamente, per chi guarda dalla navata, l'architettura dipinta nella Trinità di Masaccio in Santa Maria Novella. Il crocifisso sulla parete di fondo, dell'ambito di Giuliano da Maiano, è incorniciato dagli affreschi di Neri di Bicci (1458), che rappresentano i santi Giovanni Battista, Policronio (co-protettore di Pescia), Alberto da Colle e i due committenti. I motivi del delfino e del cavallo sono rispettivamente i simboli araldici di Pescia e di Colle. Al centro della volta e nel fronte dell'arco esterno si vede poi lo stemma Cardini, con due cardi incrociati entro una corona; lo si può osservare scolpito anche sul secondo gradino dell'altare.

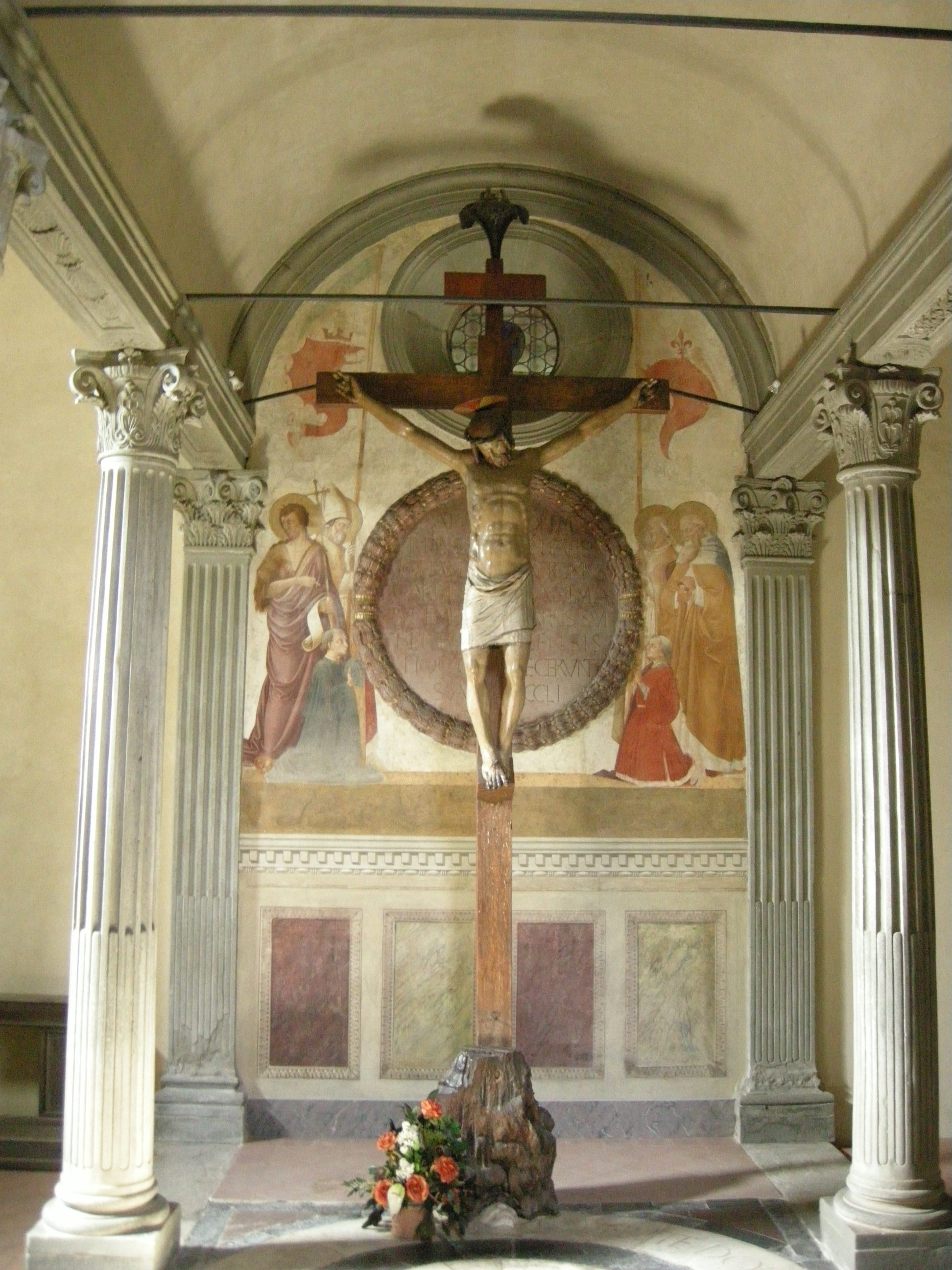
Parete di fondo
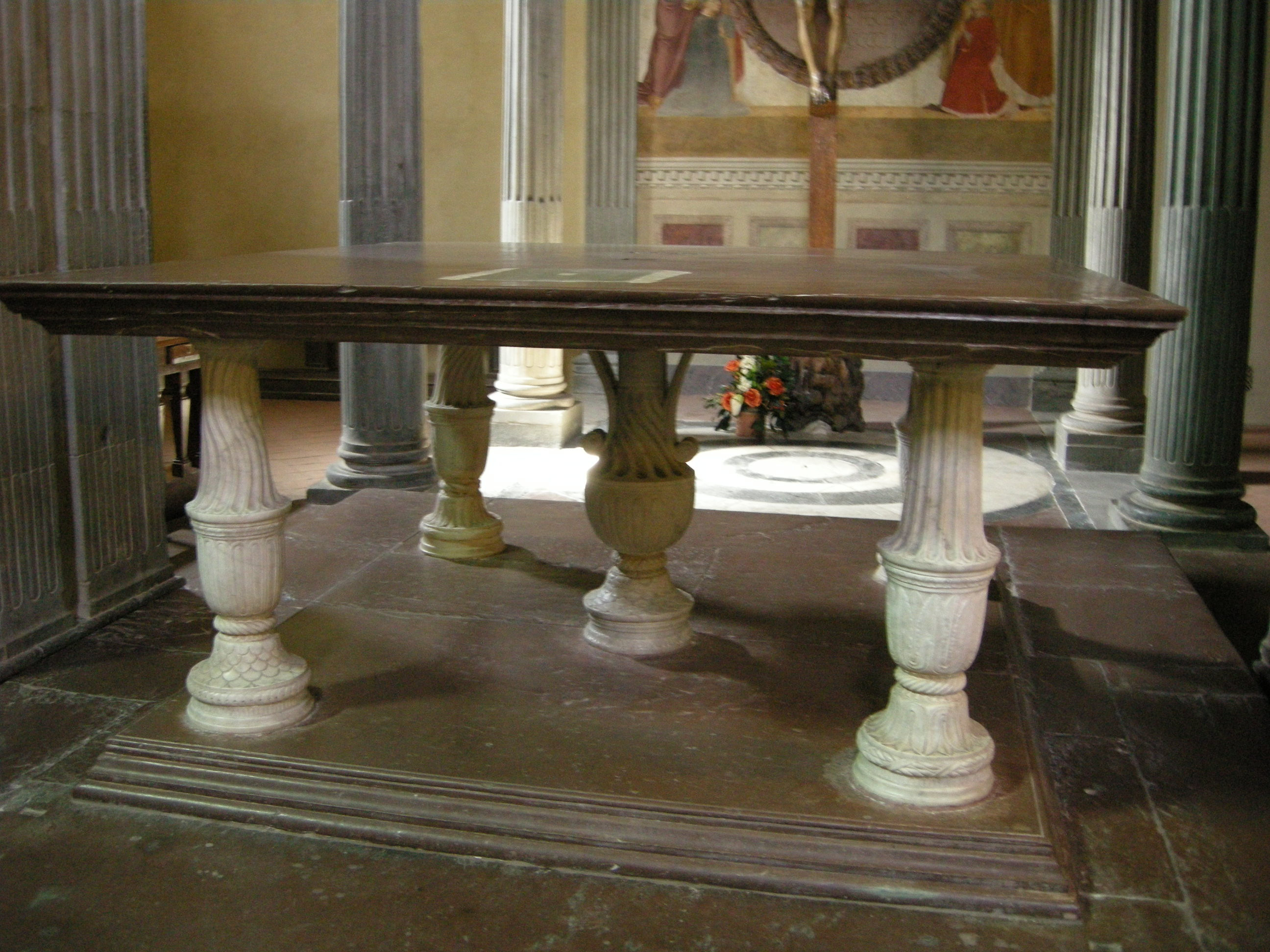
L'altare
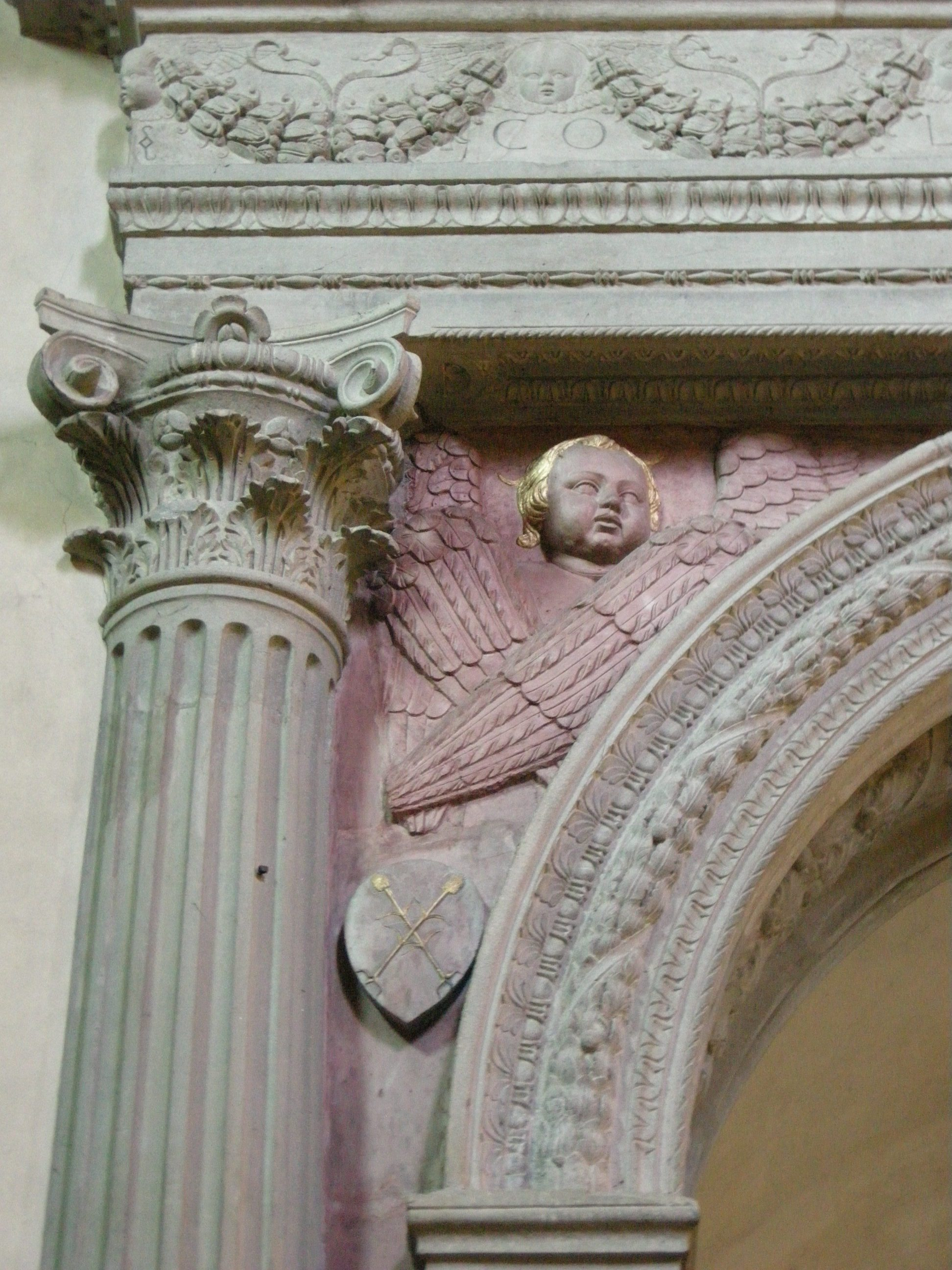
Decorazione esterna
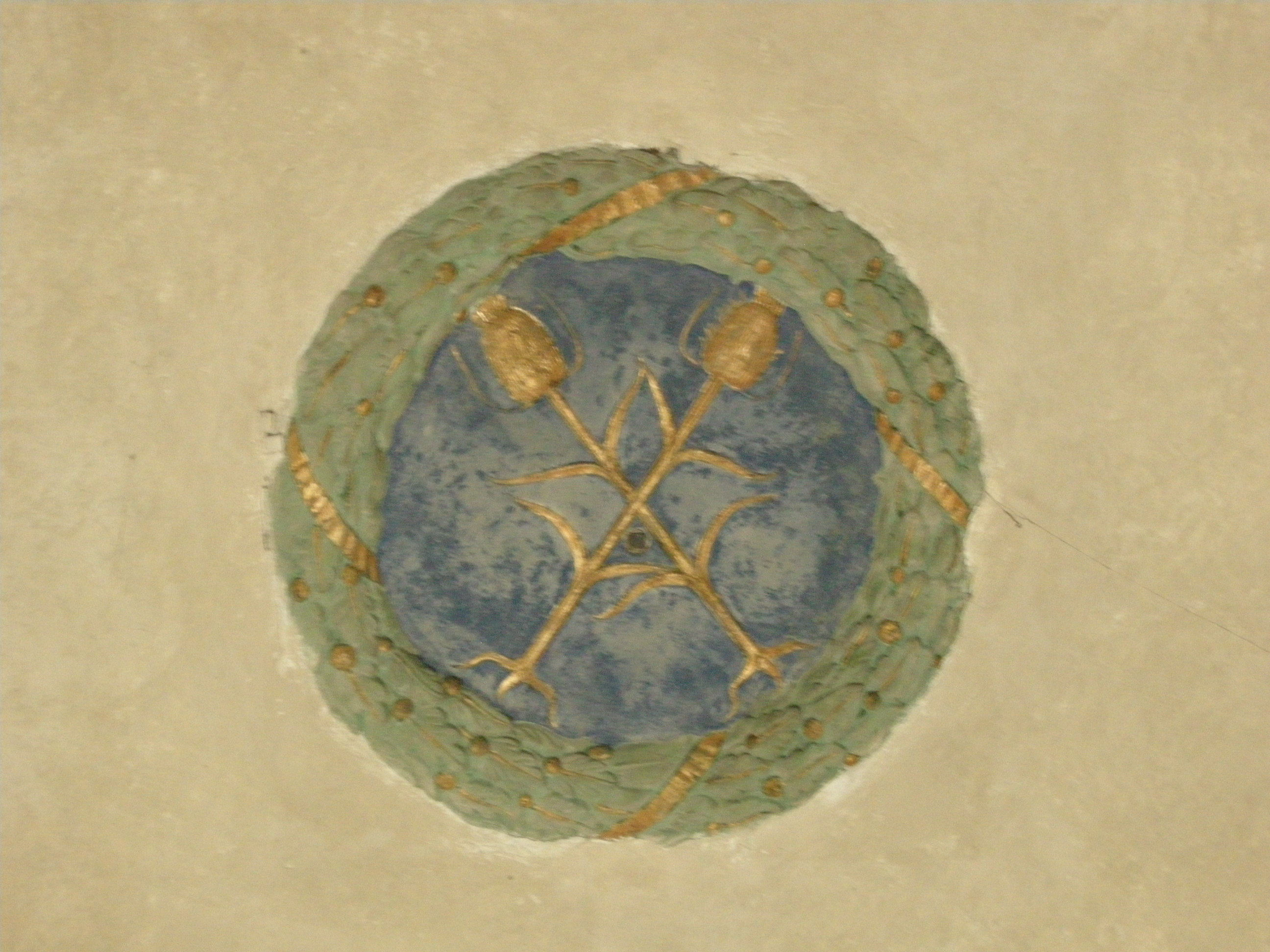
Stemma Cardini sulla volta

### Cappella dell'Immacolata Concezione

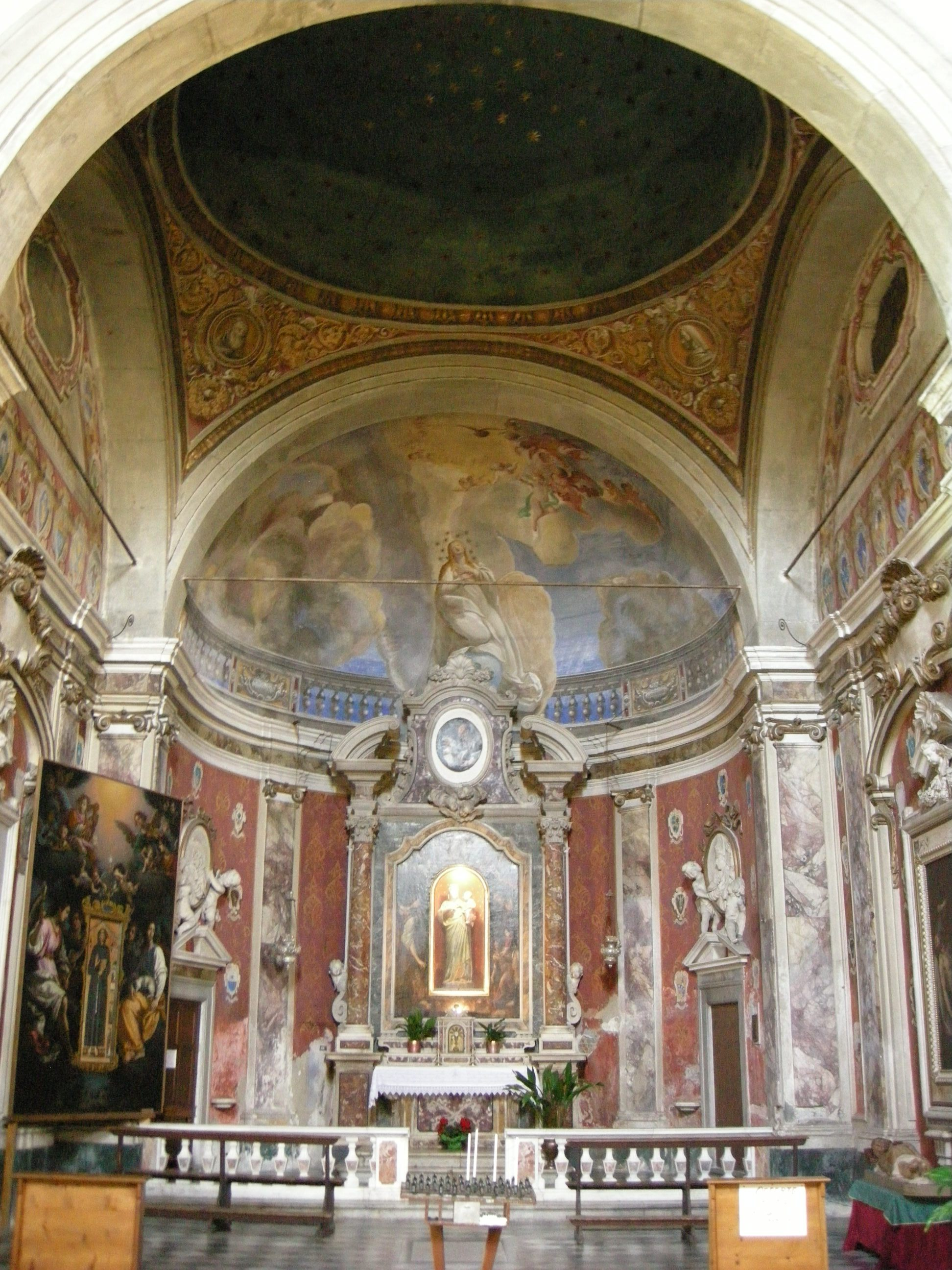
Cappella dell'Immacolata Concezione

La Cappella dell'Immacolata Concezione venne ricostruita nella seconda metà del XVI secolo e tra il 1564 e il 1577 fu rifatto l'altare della Madonna; di nuovo nel 1929-1930 venne restaurata profondamente e convertita in cappella dei Caduti, asportando gran parte delle decorazioni barocche: quelle che sopravvivono ancora, settecentesche, sono attribuite a Giovan Battista Ceceri. Nei primi del Novecento vennero quindi fatti dipingere tutti gli stemmi nobili e patrizi di Pescia.
Spicca sull'altare una scultura lignea del XV secolo con la Madonna col Bambino, ritenuta miracolosa quando la mattina del lunedì di Pasqua del 13 aprile 1506 diede "molti segni": per ricordare l'evento venne fondata presso la già esistente ed antica chiesa Collegiata dei Santi Stefano e Niccolao una Chiesetta attigua e creata la Compagnia della Misericordia. Attorno alla statua si trova una tela seicentesca attribuita ad Alessandro Bardelli.
Sulla parete di destra si trova la Pietà di Cristofano Allori (1600-1630 circa), mentre a sinistra la Gloria di Angeli (1624), sempre del Bardelli. Quest'ultima tela contornava il San Francesco e storie della sua vita di Bonaventura Berlinghieri, fondamentale tavola della pittura toscana duecentesca che oggi è qui sostituita da una copia, mentre l'originale si trova oggi isolato alla fine del lato destro della navata, nell'altare Mainardi.

### Transetto
All'estremità sinistra del transetto si trova l'altare Della Barba, con la tela del Martirio di santa Dorotea di Jacopo Ligozzi (1595): di tale santa, protettrice della città fin dall'ingresso dei fiorentini in città (6 febbraio 1339) si conserva qui una reliquia, ottenuta nel 1561 da Pompeo della Barba, archiatra pesciatino di papa Pio IV. Sotto la mensa dell'altare si vede l'affresco cinquecentesco del Cristo morto, probabilmente dello stesso Ligozzi.
A fianco dell'altare alcune lastre tombali trecentesche sono state montate lungo la parete: si tratta di cavalieri della famiglia fiorentina degli Obizzi, esiliata a Pescia per le sue simpatie verso Lucca.
Sul lato opposto si trova l'altare Serponti, del XVI secolo, con la grande tela del San Carlo Borromeo in preghiera di Rodomonte Pieri e Francesco Nardi (1642).
Nella vicina sacrestia si conserva la Crocifissione ad affresco di Antonio Vite, databile alla fine del Trecento.

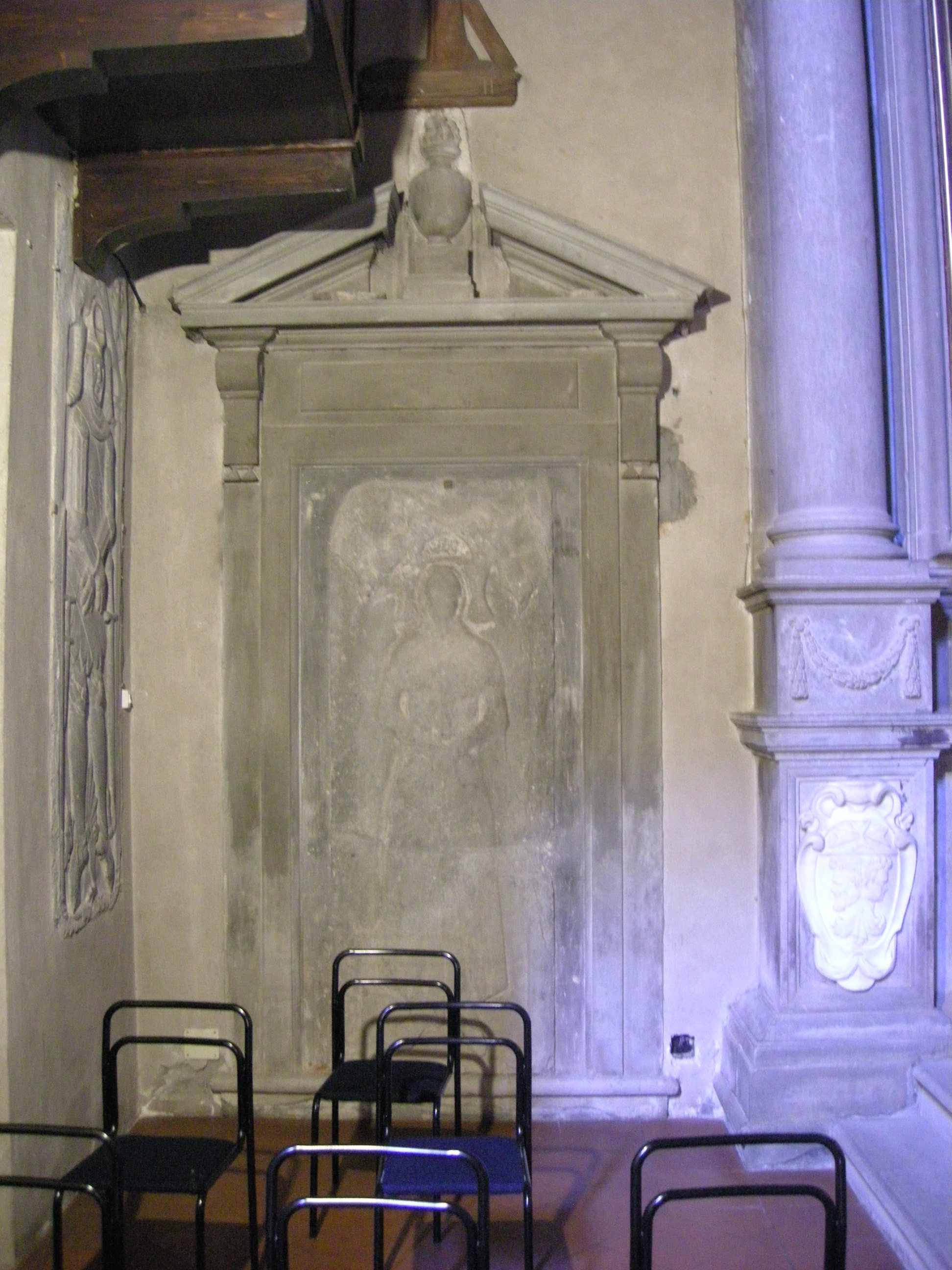
Tomba Obizzi
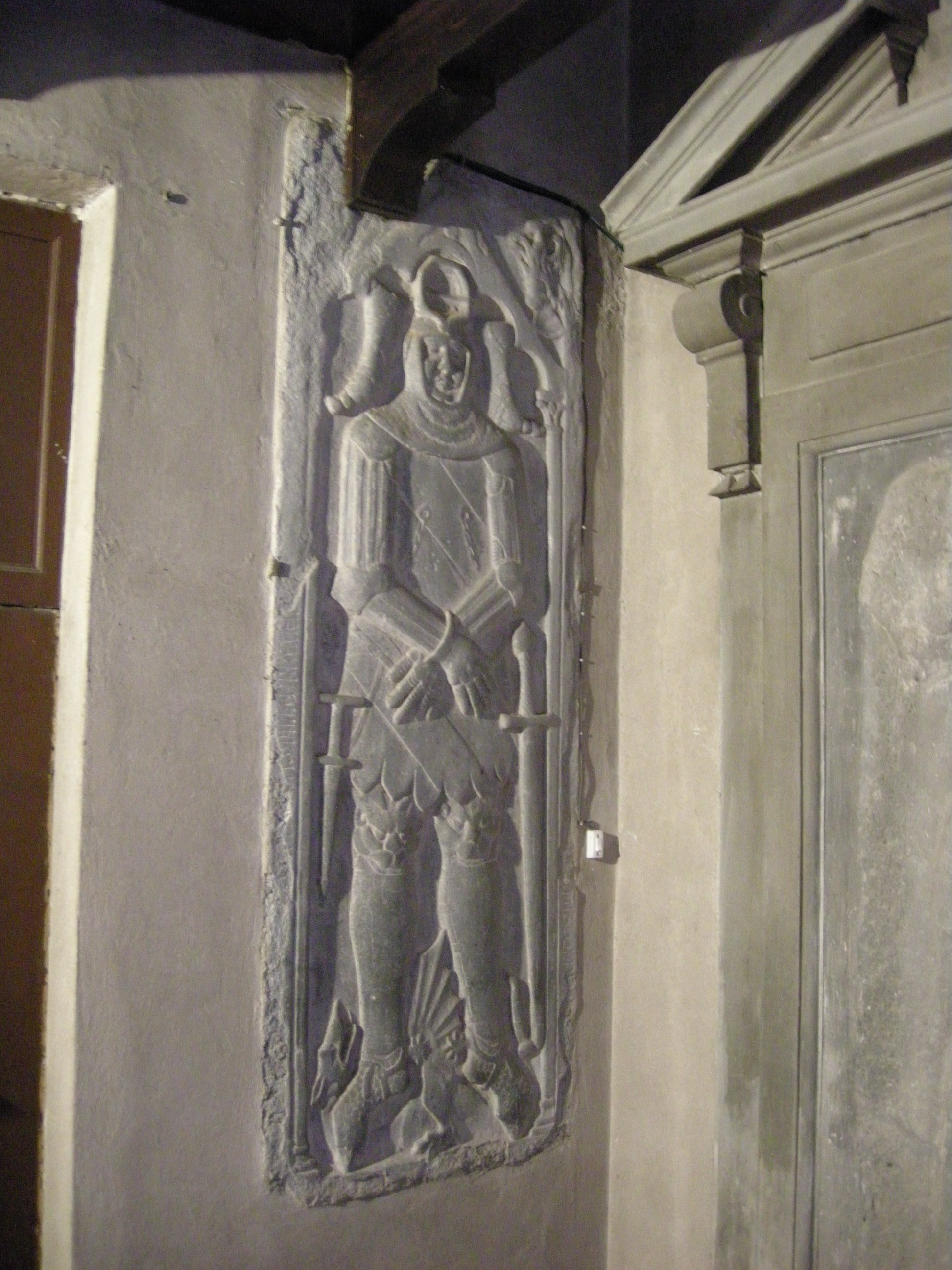
Tomba Obizzi
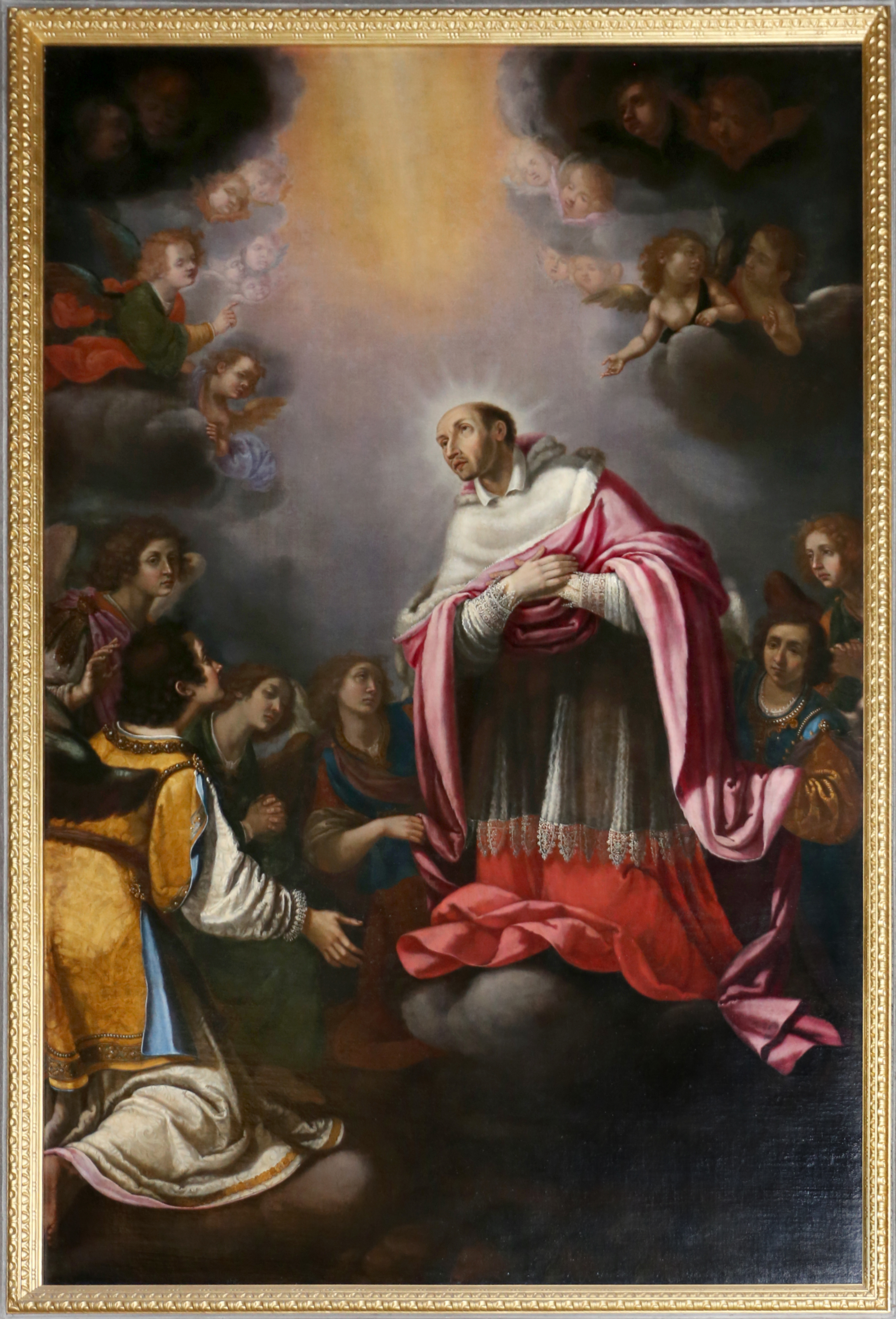
San Carlo Borromeo
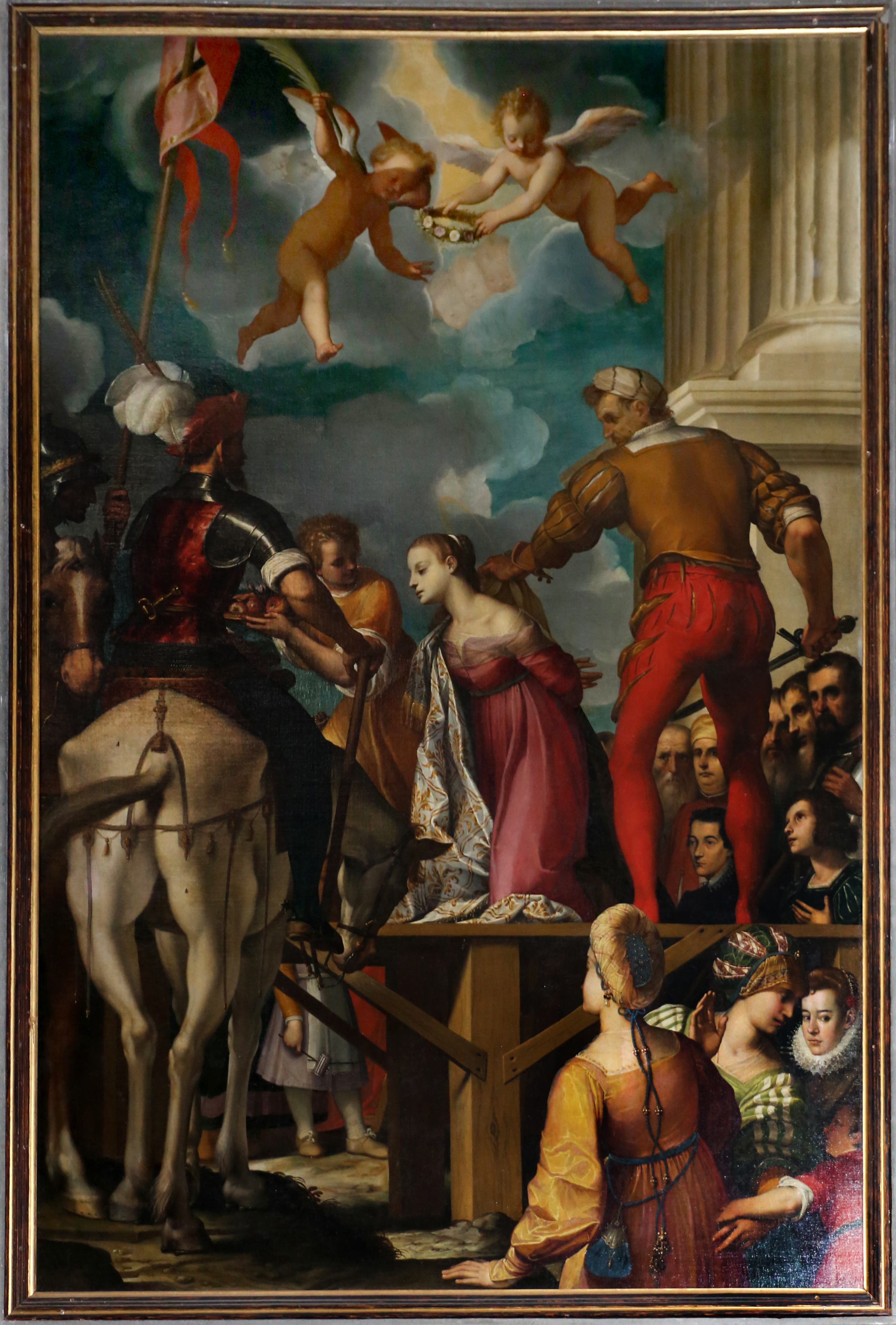
Santa Dorotea

### Cappella di Sant'Anna

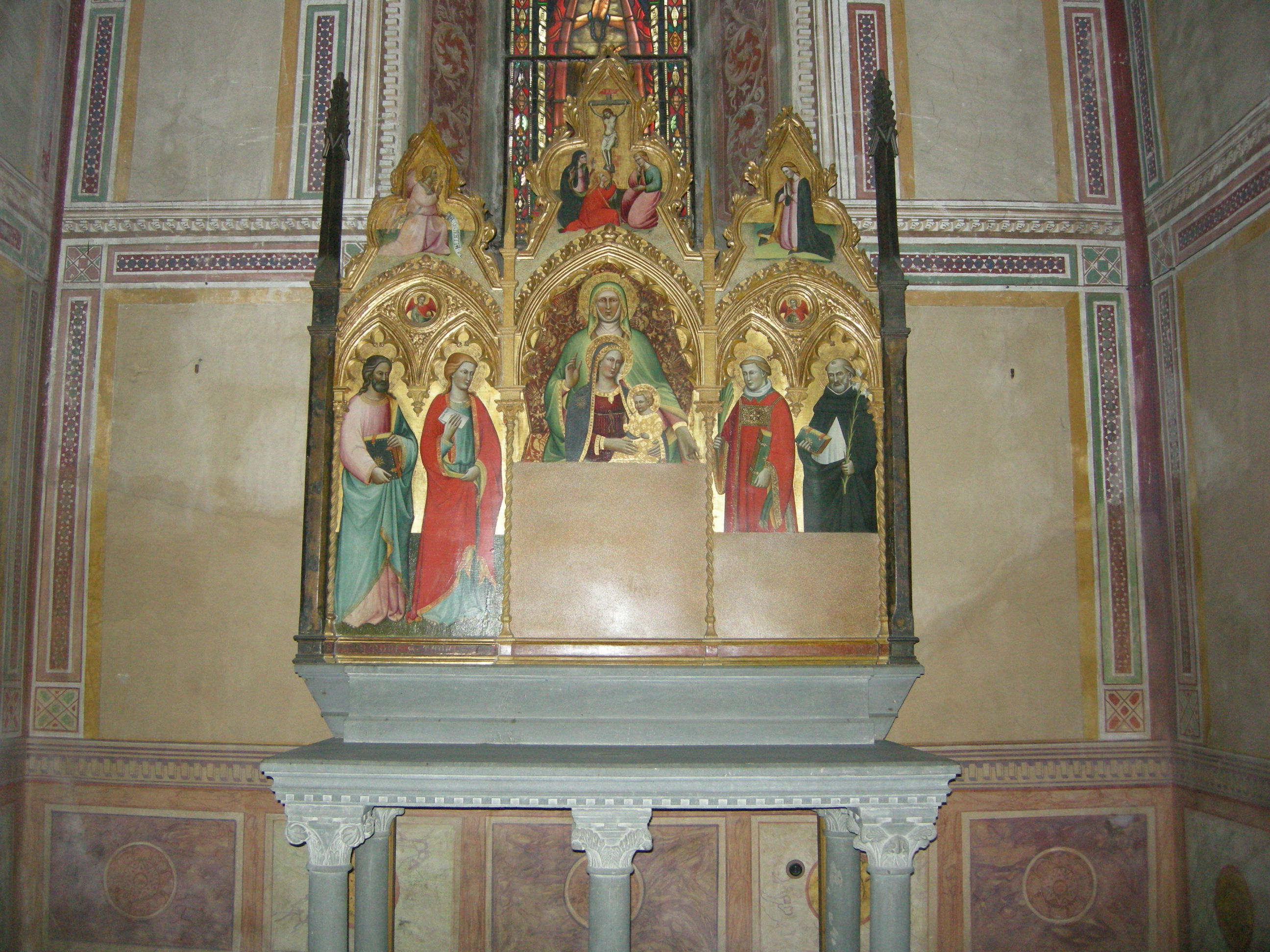
Trittico della Metterza

La cappella a sinistra dell'altare maggiore è dedicata a sant'Anna. Edificata nel Trecento e coperta da volta a crociera, ha sull'altare il trittico della Metterza tra i santi Simone, Taddeo, Lorenzo e Domenico del pistoiese Nanni di Jacopo, databile all'inizio del Quattrocento, in stile gotico; fu attribuita anche ad Angelo Puccinelli con datazione al 1335.
Sulla parete sinistra si trova la Deposizione del Passignano (1595), già nella chiesa della Misericordia; a destra invece il Martirio di san Bartolomeo di Giovanni Imbert (1760). A sinistra una piccola porta affaccia sulla cappella Stiavelli, con un San Francesco settecentesco, con una particolare veduta di Pescia.

### Cappella maggiore

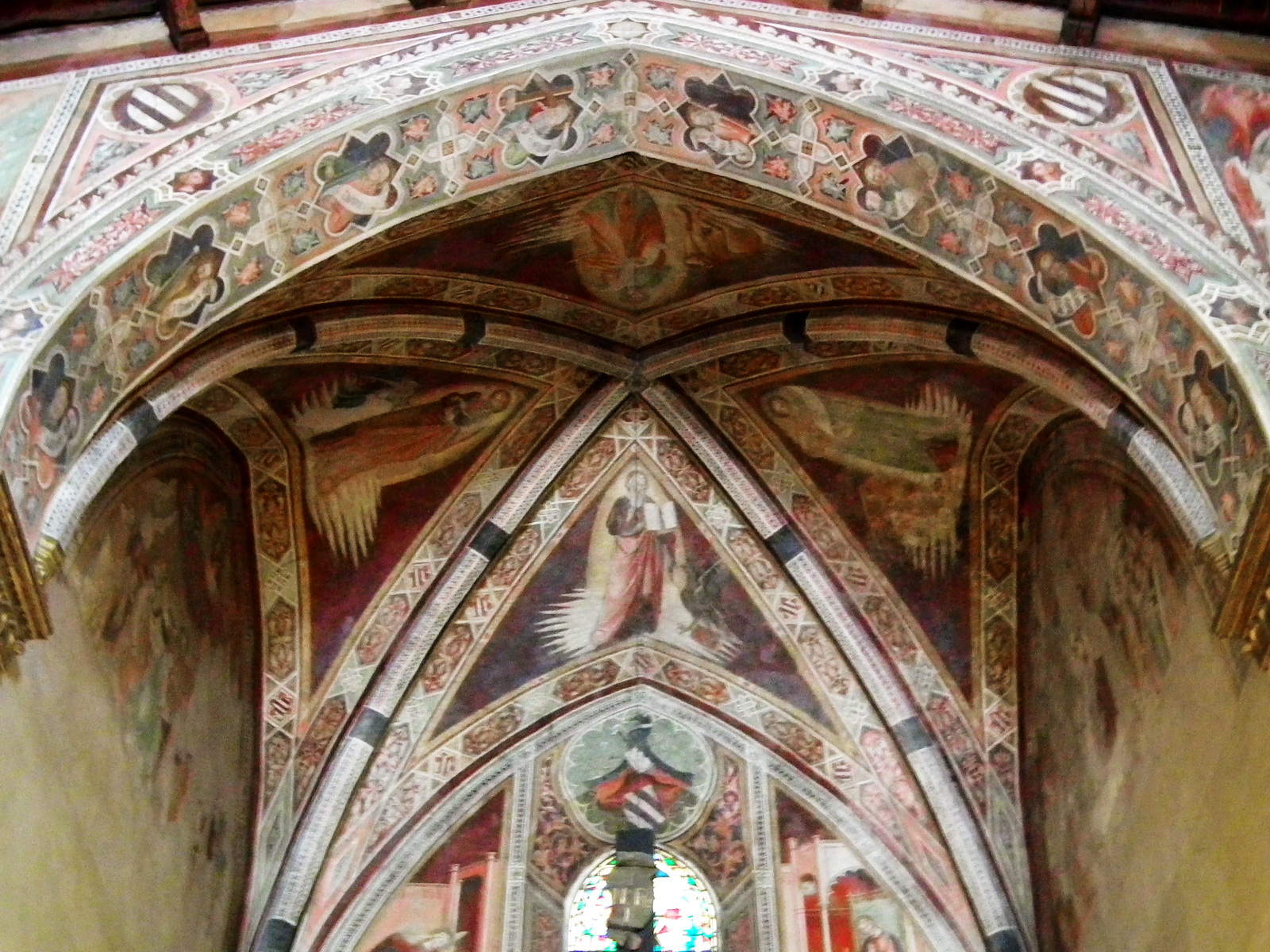
Cappella Maggiore (Cappella degli Obizzi)

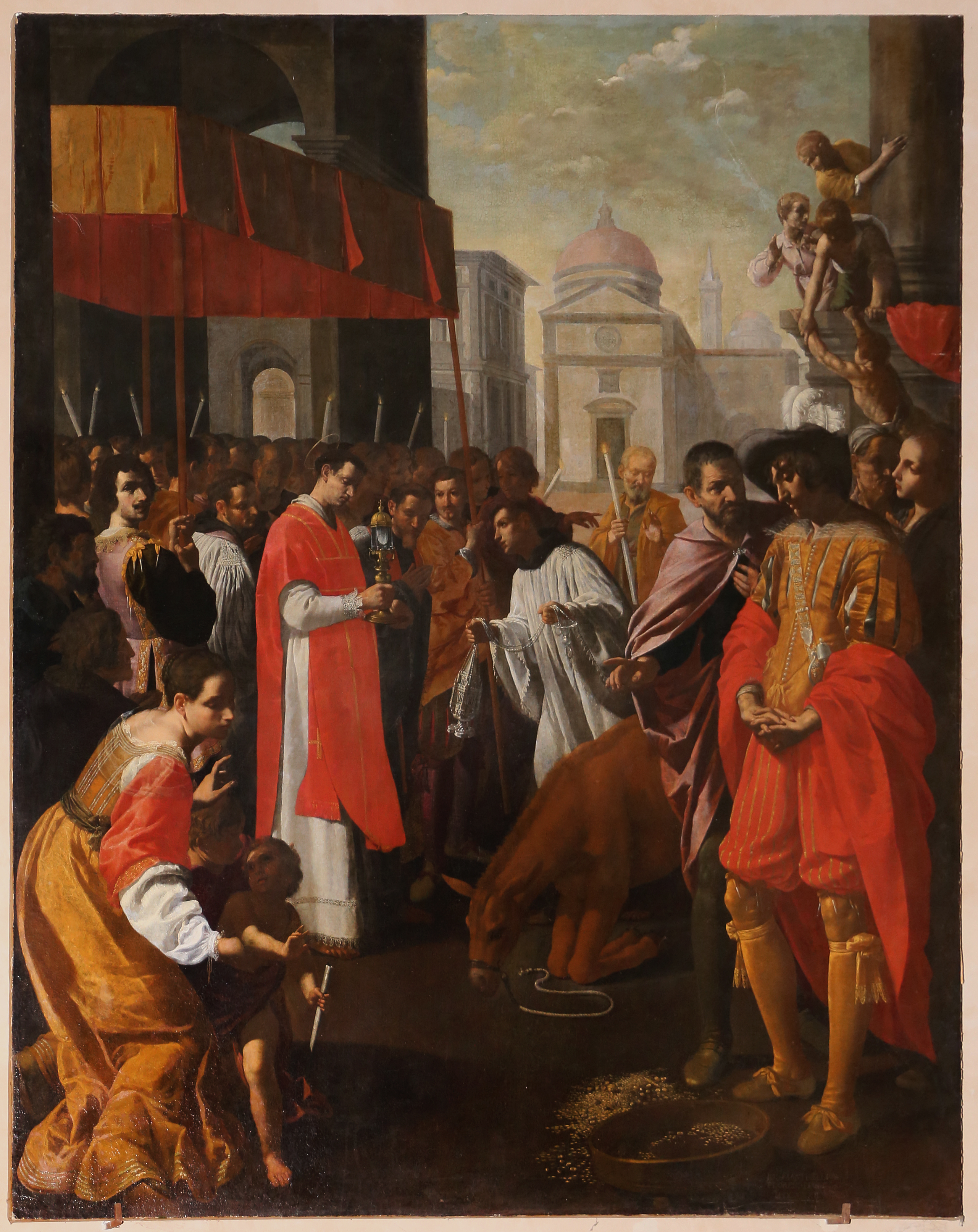
Giovanni Martinelli, Miracolo della Mula, 1632 circa

La cappella maggiore, detta degli Obizzi, fu restaurata negli anni trenta del Novecento quando vennero trovati gli affreschi di Antonio Vite, databili al 1388 circa e raffiguranti gli Evangelisti negli spicchi della volta e frammenti di una Strage degli innocenti e altre scene. Sui pilastri esterni si trovano poi i santi Benedetto (questo frutto dei restauri neogotici) e Antonio Abate a tutta figura. Le vetrate a colori sono degli anni trenta del Novecento. La parete di destra, che ospita anche una nicchia su cui venivano appoggiati oggetti liturgici, affrescata all'inizio del Quattrocento con due novizi che reggono turiboli 

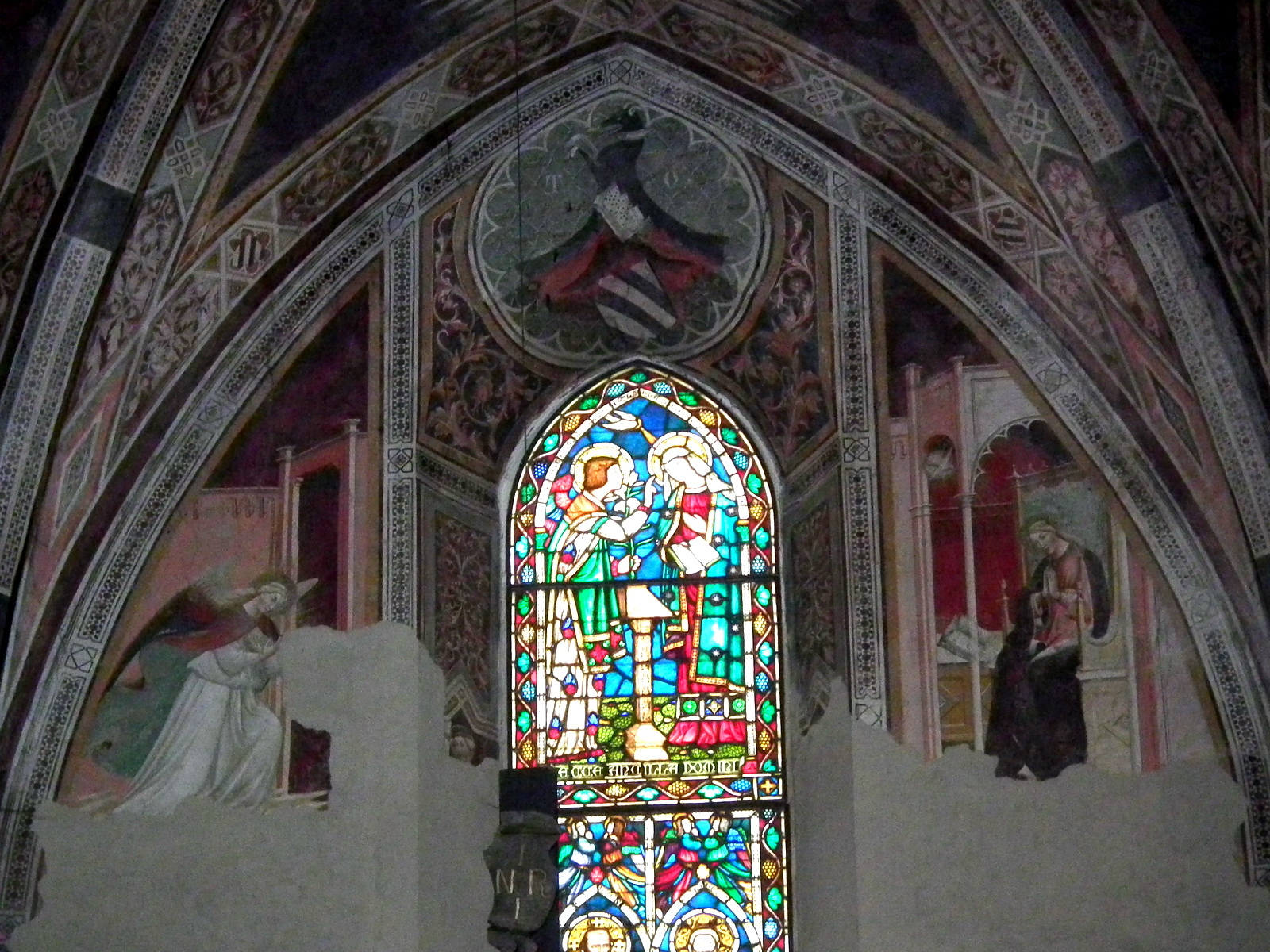
Annunciazione
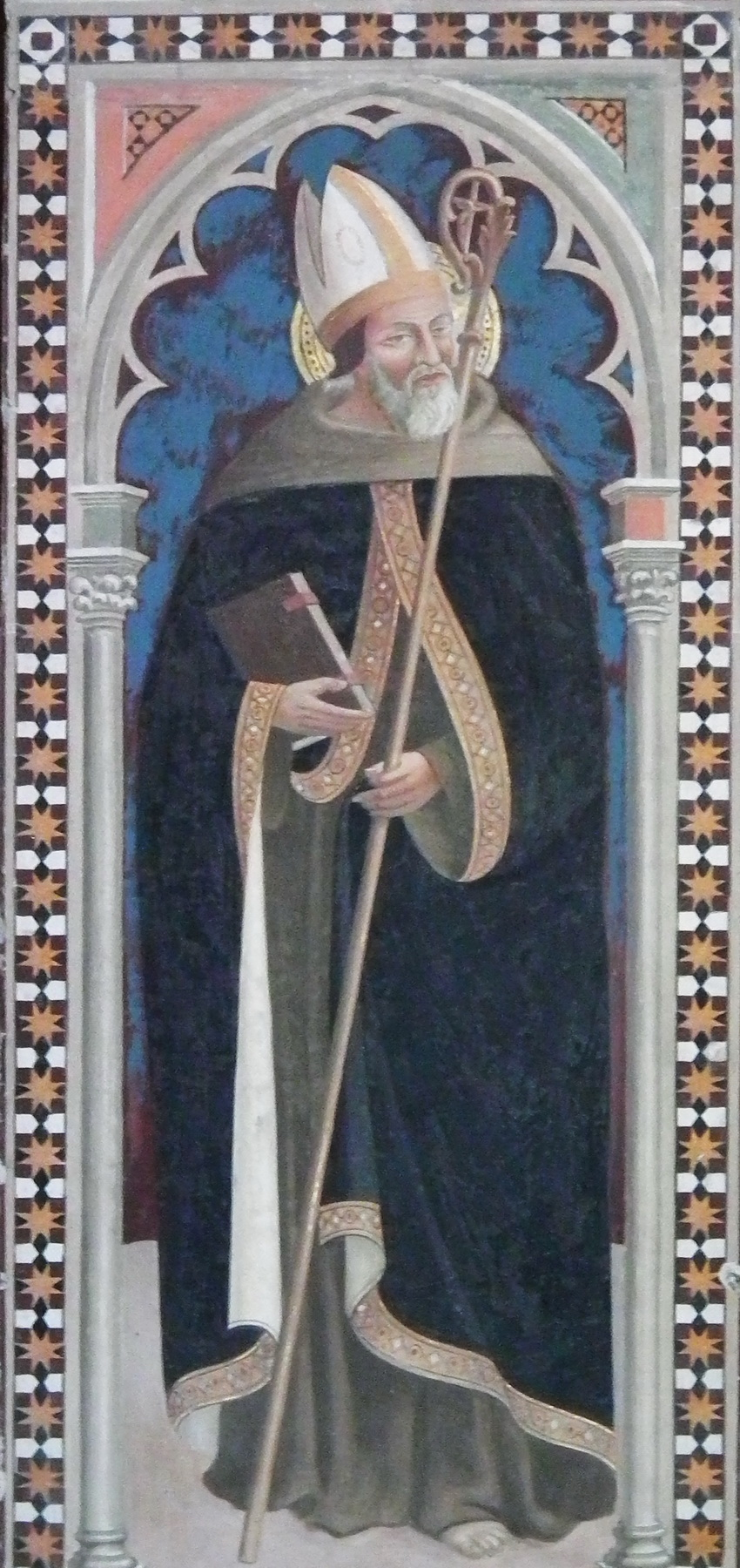
San Benedetto
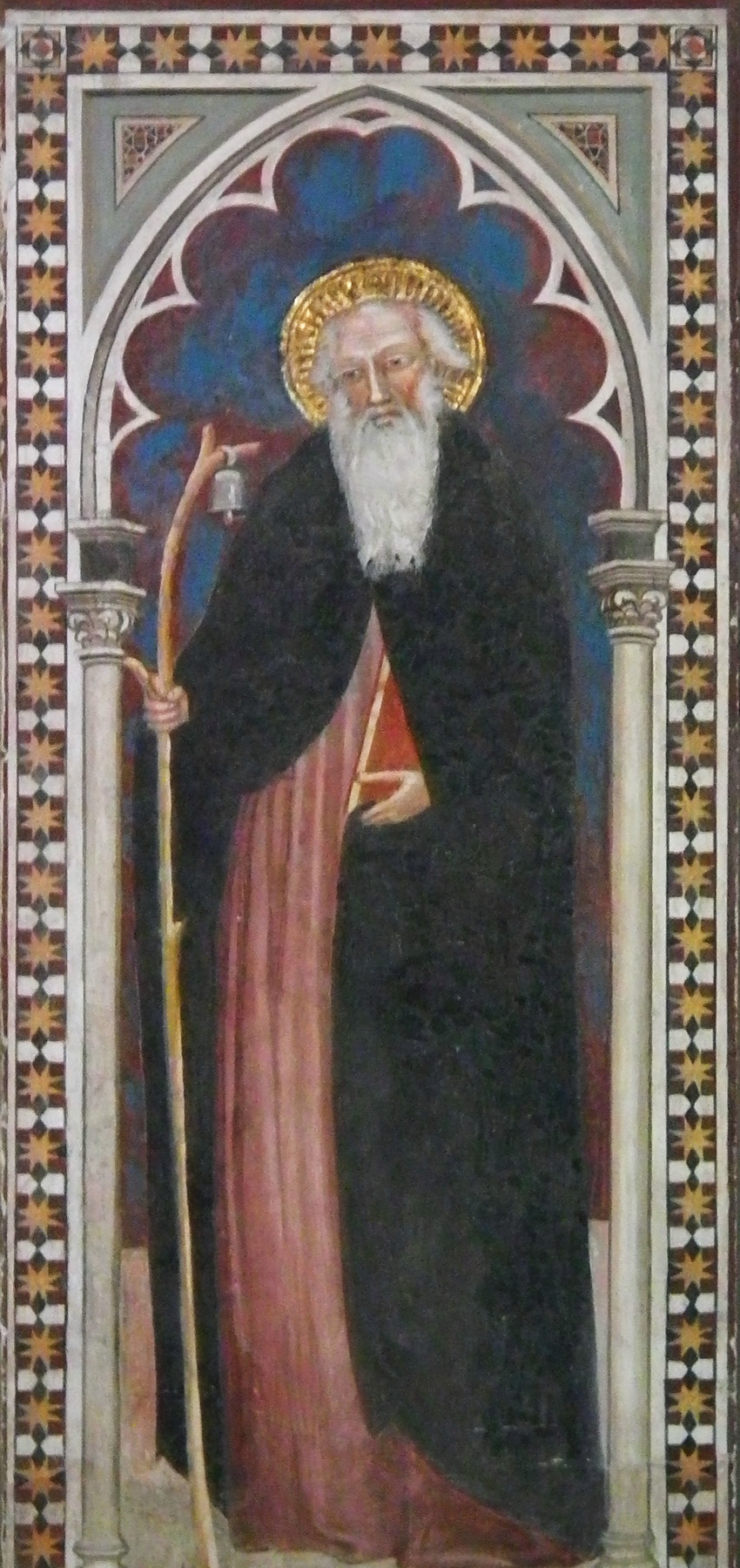
Sant'Antonio Abate
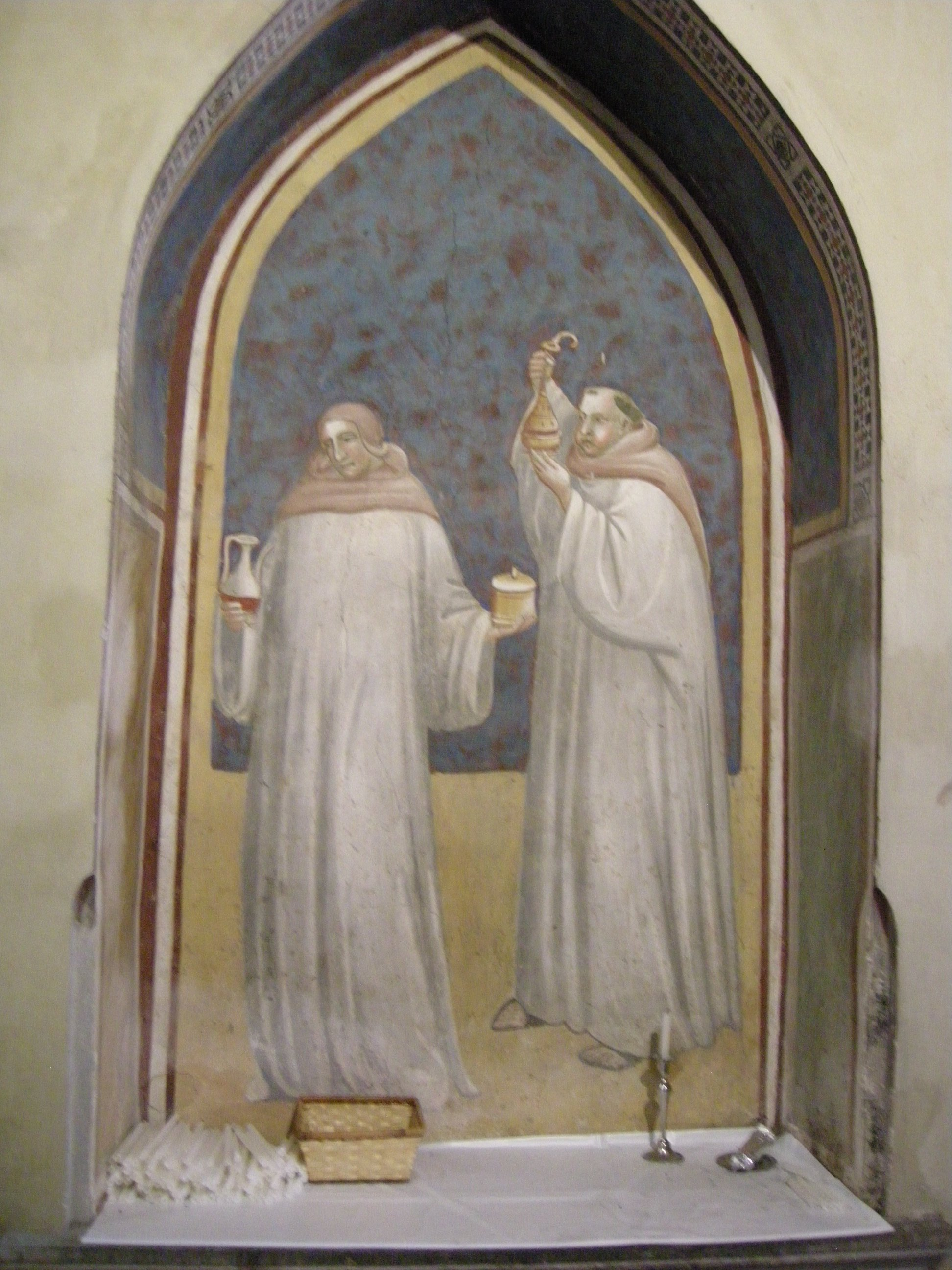
Novizi

La stessa parete destra del presbiterio mostra una copia di un dipinto bolognese di Lorenzo Pasinelli col Miracolo di sant'Antonio da Padova, databile all'inizio del Settecento.
Alla parete opposta è la tela con il Miracolo della Mula di Giovanni Martinelli, firmata «IO.es MARTINELLIIUS FLOREN. FECIT MDCXXXII», originariamente realizzata per  i francescani della chiesa di Sant'Andrea a Cennano in San Lodovico a Montevarchi. Il dipinto, che la critica ha spesso definito un capolavoro della pittura fiorentina del Seicento, ispirato, per la composizione, a quello del Cigoli di Cortona, di uguale soggetto, non si spiega, quale exploit di naturalismo moderato e di nitido luminismo, senza un viaggio a Roma e senza la meditazione sulle opere romane di Orazio Gentileschi, dei fiorentini Filippo Tarchiani ed Anastagio Fontebuoni, ma anche su quelle di Simon Vouet.

### Cappella Nucci

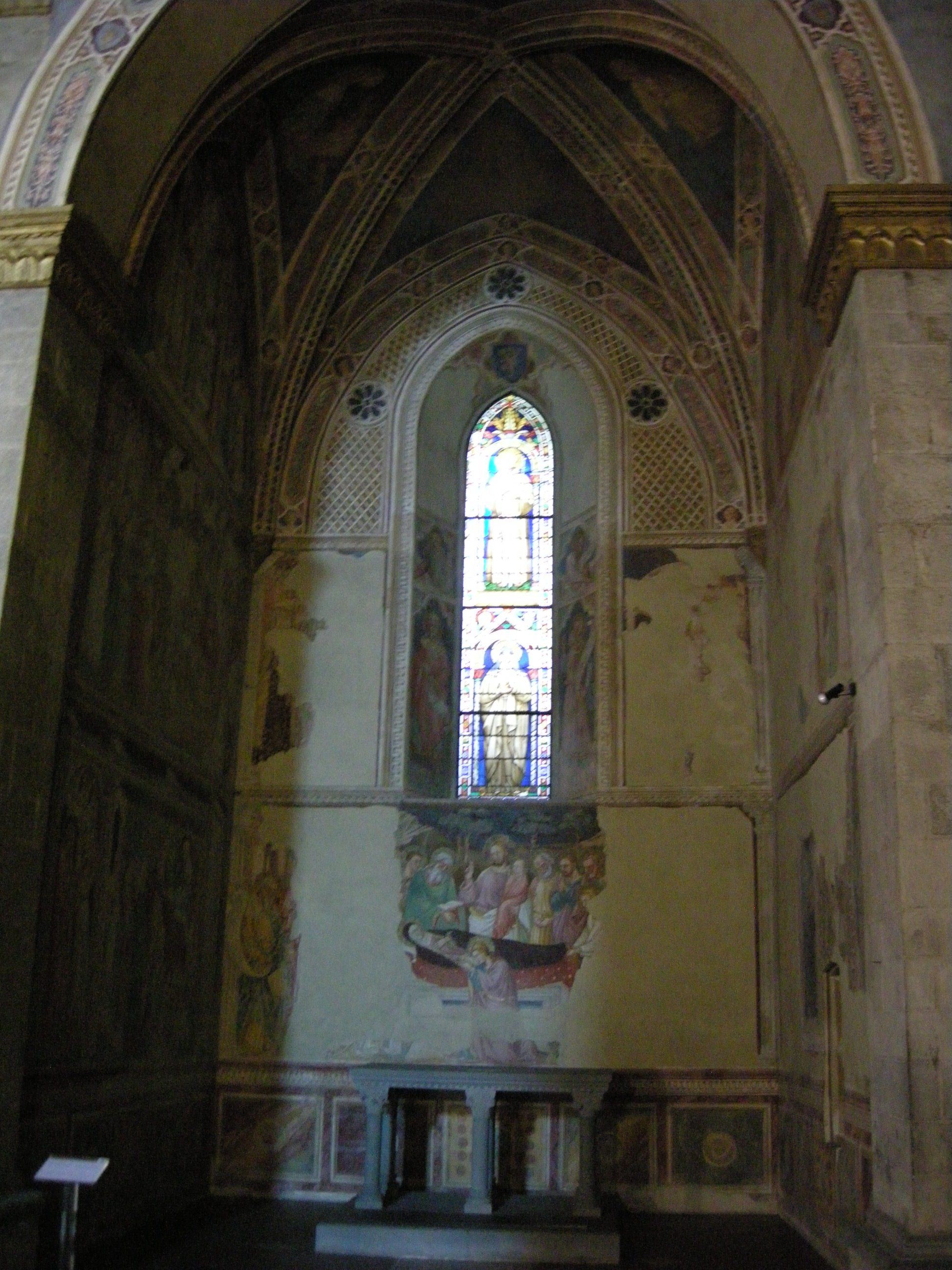
Cappella Nucci

La cappella a destra dell'altare maggiore era della famiglia Nucci-Salutati e presenta un ciclo di affreschi di Bicci di Lorenzo, del primo Quattrocento. Essi sono dedicati alla vita di Maria, con al centro, sopra l'altare, il frammentario Transito, dove si vede la Madonna distesa durante la "dormitio" e Gesù dietro di lei che ne tiene l'"animula", rappresentata come una bambina. I colori vivaci e la ricchezza di dettagli rimandano alla cultura tardogotica. Nelle vele della volta si trovano gli Evangelisti.
Le storie sono completate dall'episodio dell'Incoronazione posto al di fuori della cappella, sopra l'arcone.

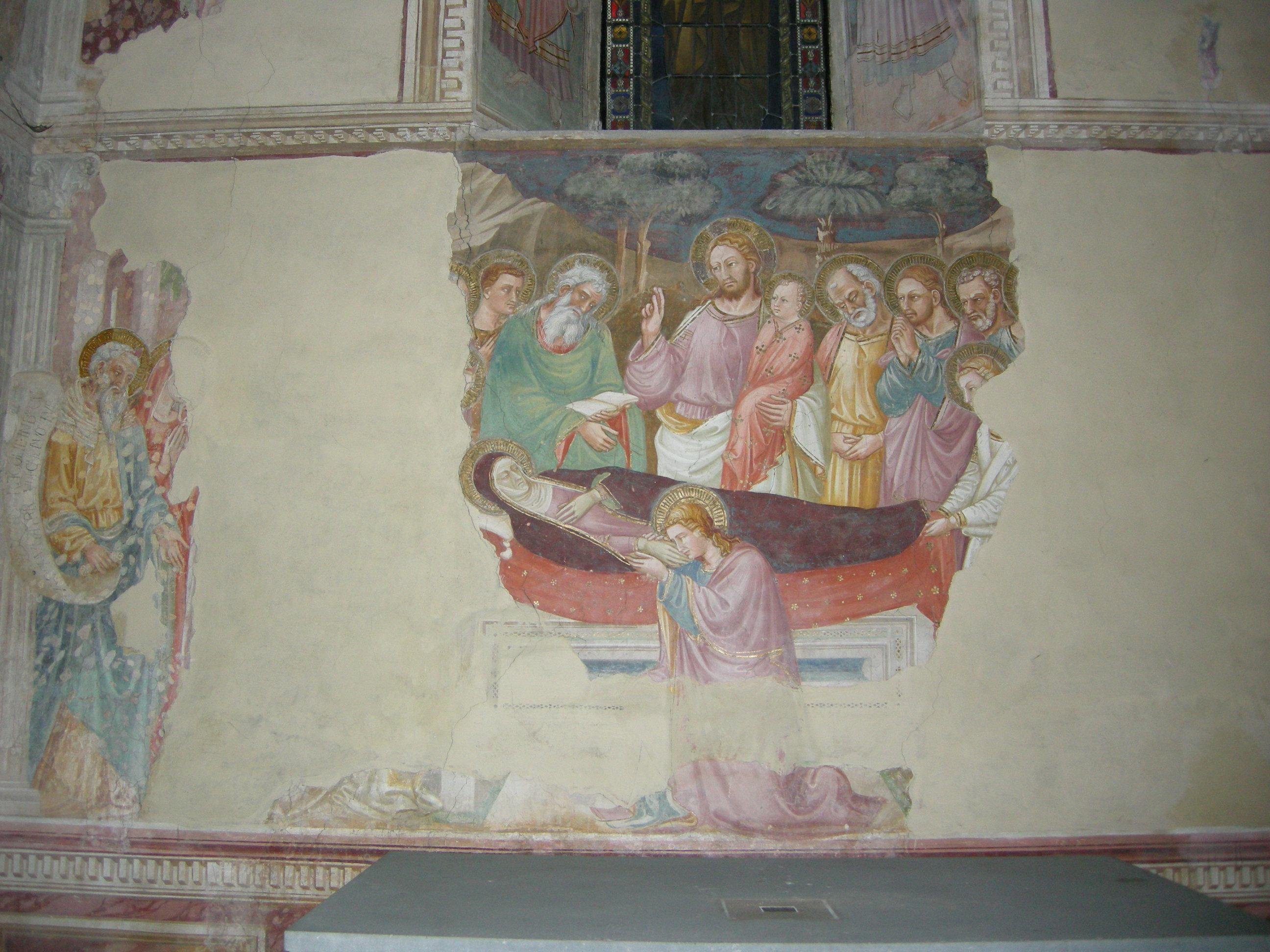
Transito della Vergine
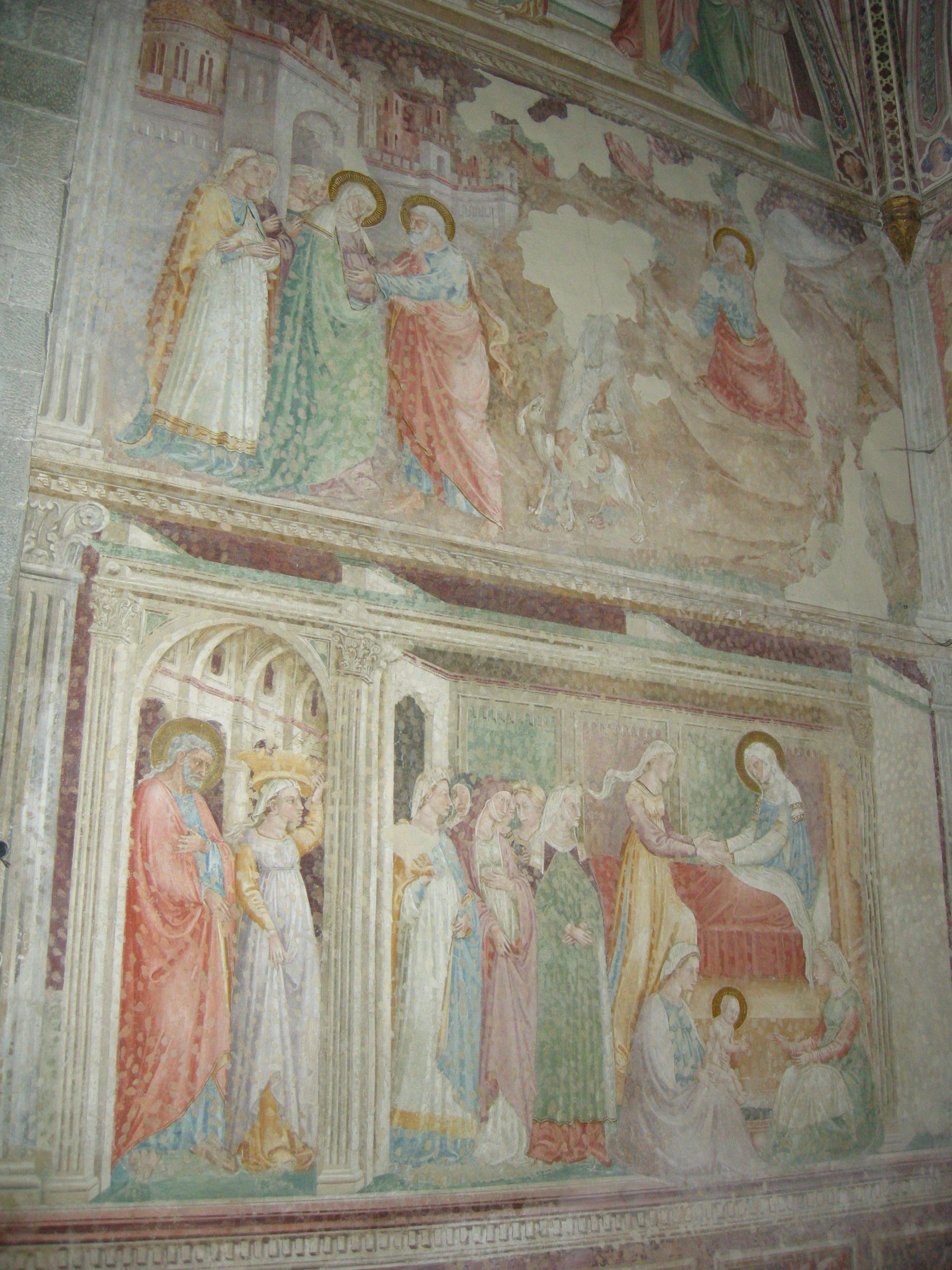
Incontro alla Porta d'Oro e Natività di Maria
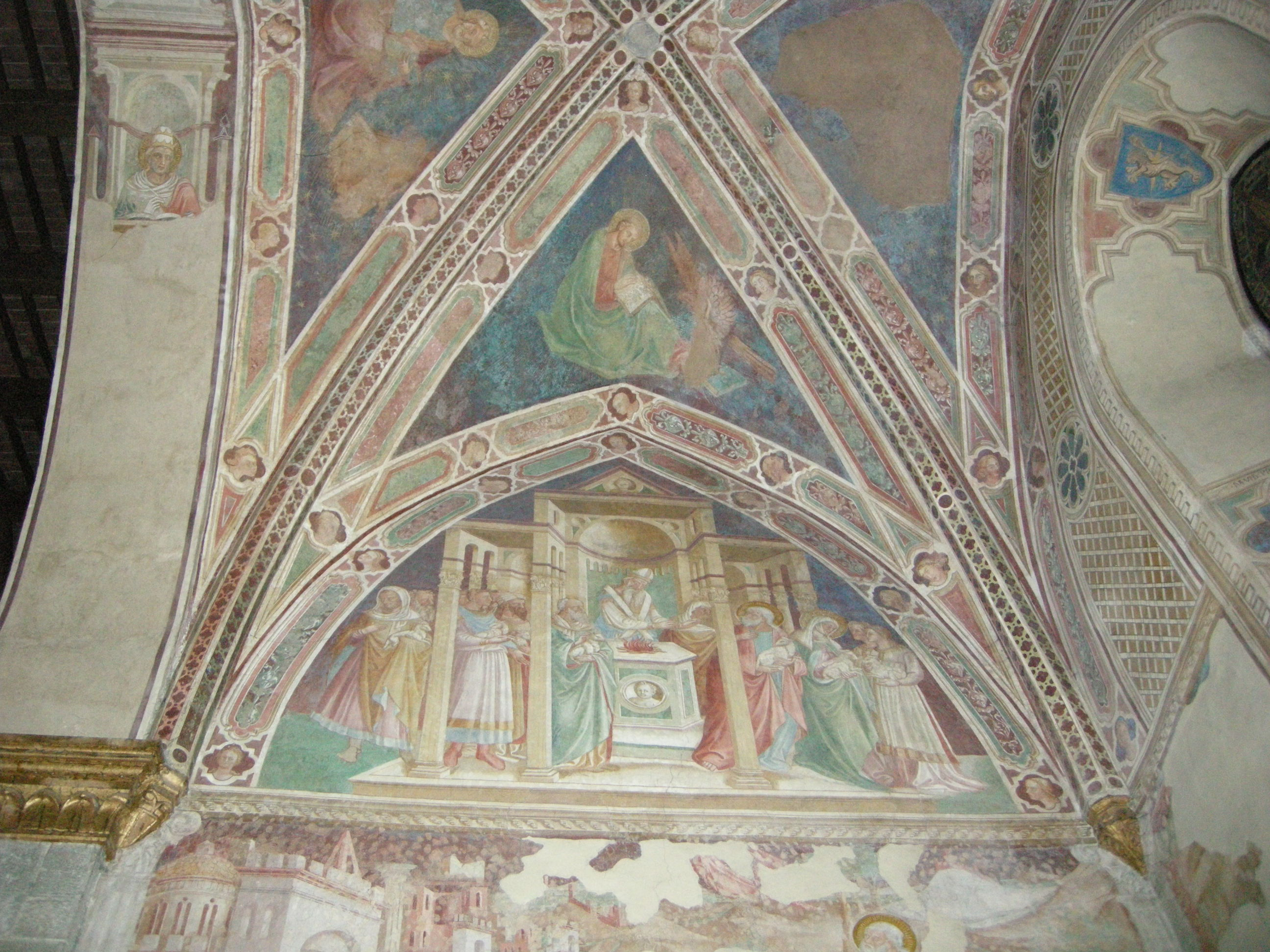
Cacciata di Gioacchino e volta
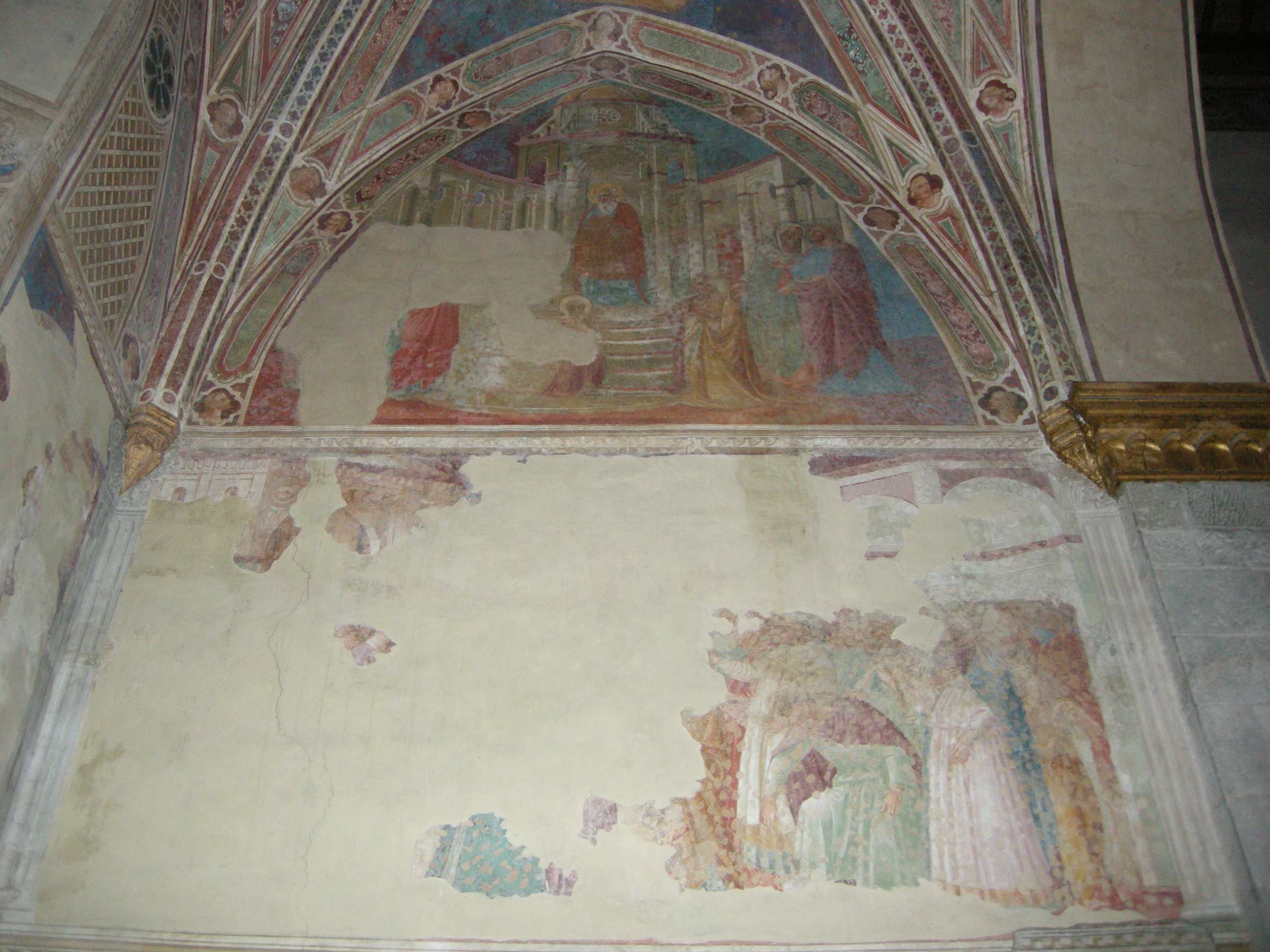
Presentazione di Maria al Tempio e Sposalizio